# Friedrich Wilhelm Schindler

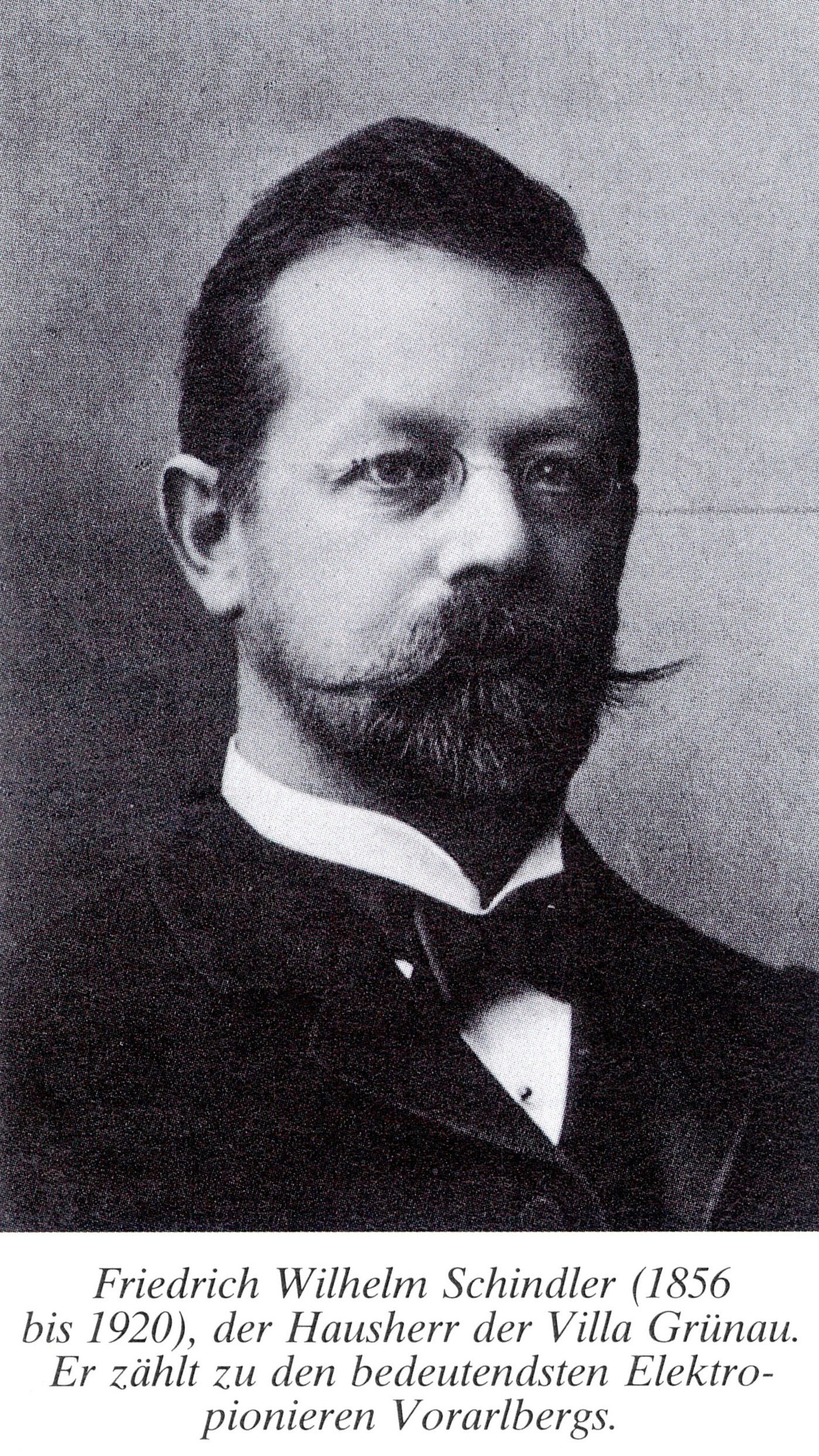
Friedrich Wilhelm Schindler

Friedrich Wilhelm Schindler (* 1. Juni 1856 in Mollis, Schweiz; † 19. November 1920 in Kennelbach, Österreich) war ein österreichisch-schweizerischer Unternehmer und Erfinder, Pionier der Elektrizitätswirtschaft und Elektrotechnik.

## Familie und Ausbildung
Friedrich Wilhelm Schindler kam noch in der Stammheimat der Familie im Schweizer Kanton Glarus zur Welt. Er war der Sohn des Textilfabrikanten und Malers Samuel Wilhelm Schindler, Neffe von Dietrich Schindler, Urenkel von Samuel Schindler und Bruder des Textilindustriellen Cosmus Schindler. Er besuchte Schulen in St. Gallen und Lausanne, erhielt zusammen mit seinem Bruder Cosmus eine kaufmännische Ausbildung in Livorno (Italien) und hielt sich dann zu Studienzwecken in Frankreich und drei Jahre in England auf. Seine berufliche Karriere begann er im elterlichen Spinnereiunternehmen Jenny & Schindler in Kennelbach, an dem er 1888 Anteile seines Vaters Samuel Wilhelm erwarb. Diese Firma hatte sich seit den 1820er Jahren in Hard und später in Kennelbach entwickelt und fasste eine automatisierte Spinnerei, Weberei, Bleiche, Färberei und Druckerei in einem Betrieb zusammen.
Friedrich Wilhelm lebte in der Villa Grünau, wo er auch viele seiner Erfindungen machte. Das prunkvolle Gebäude hatte er 1887 anlässlich der Hochzeit mit Maria Margaretha Verena Jenny von seinem Vater Samuel Wilhelm als Geschenk bekommen.

## Wasserkraftwerke

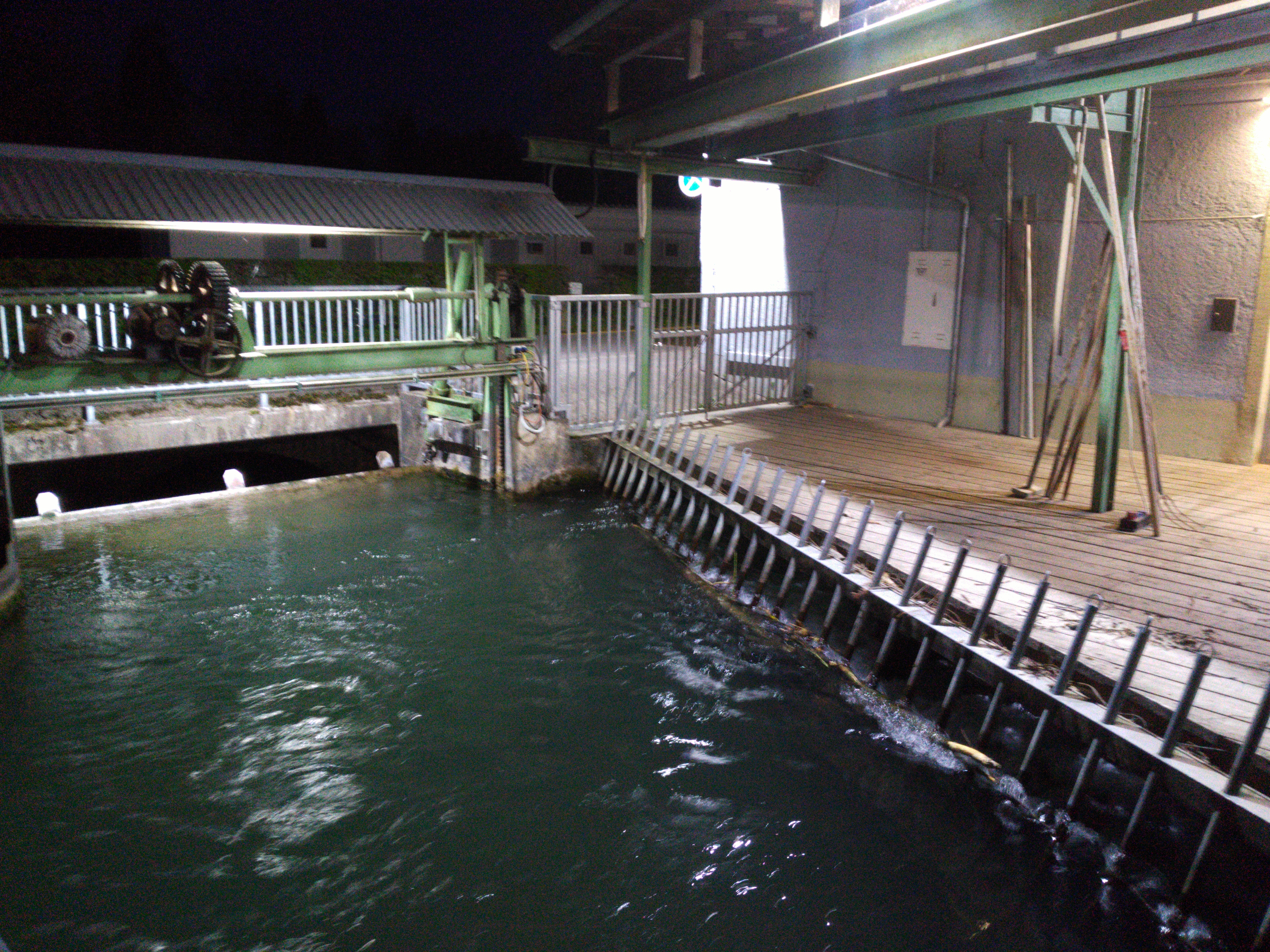
Schindlerkraftwerk in Kennelbach

Auf der ersten elektrotechnischen Ausstellung in Paris 1881 erkannte er bereits die Bedeutung der Elektrizität und erwarb einen Edisonschen Stromgenerator, mit dem er zu Hause in Kennelbach die ersten Glühlampen in Österreich zum Leuchten brachte. 1884 rüstete er dann seine Spinnerei als ersten österreichischen Betrieb mit elektrischer Beleuchtung aus. 1891 nahm er ein kleines Wasserkraftwerk in Betrieb und verkaufte ab 1901 die überschüssige Energie an die Gemeinde Kennelbach zum Betrieb ihrer Straßenlaternen. Zur Versorgung des Bregenzer Stadtteils Rieden-Vorkloster baute er in Rieden ein leistungsfähigeres Kraftwerk und erwarb eine Konzession für Elektroinstallationsarbeiten.
Zur Finanzierung größerer Projekte entstanden die Elektrowerke Jenny und Schindler OHG. 1904 kaufte er die ausgearbeiteten Pläne für den Bau eines Werkes in Andelsbuch, das die Wasserkraft der Bregenzer Ach nutzen sollte. Unter der Leitung des renommierten Schweizer Wasserkraftexperten Gabriel Narutowicz, der 1922 – etwa zwei Jahrzehnte später – als erster gewählter Präsident der zweiten polnischen Republik einem Attentat zum Opfer fallen sollte, ging 1908 das Kraftwerk Andelsbuch als damals größtes Kraftwerk der österreichisch-ungarischen Monarchie in Betrieb.
Schindler errichtete in Kennelbach den ersten elektrischen Generator Österreichs. Erst ein Jahr später wurde ein kleines Kraftwerk in New York errichtet. Er trug einen bedeutenden Teil zum Aufbau des Vorarlberger Stromnetzes bei und war treibende Kraft bei den Jenny & Schindler Elektrowerken, die 1916 in die Vorarlberger Kraftwerke umgewandelt wurden.

## Elektrogeräte

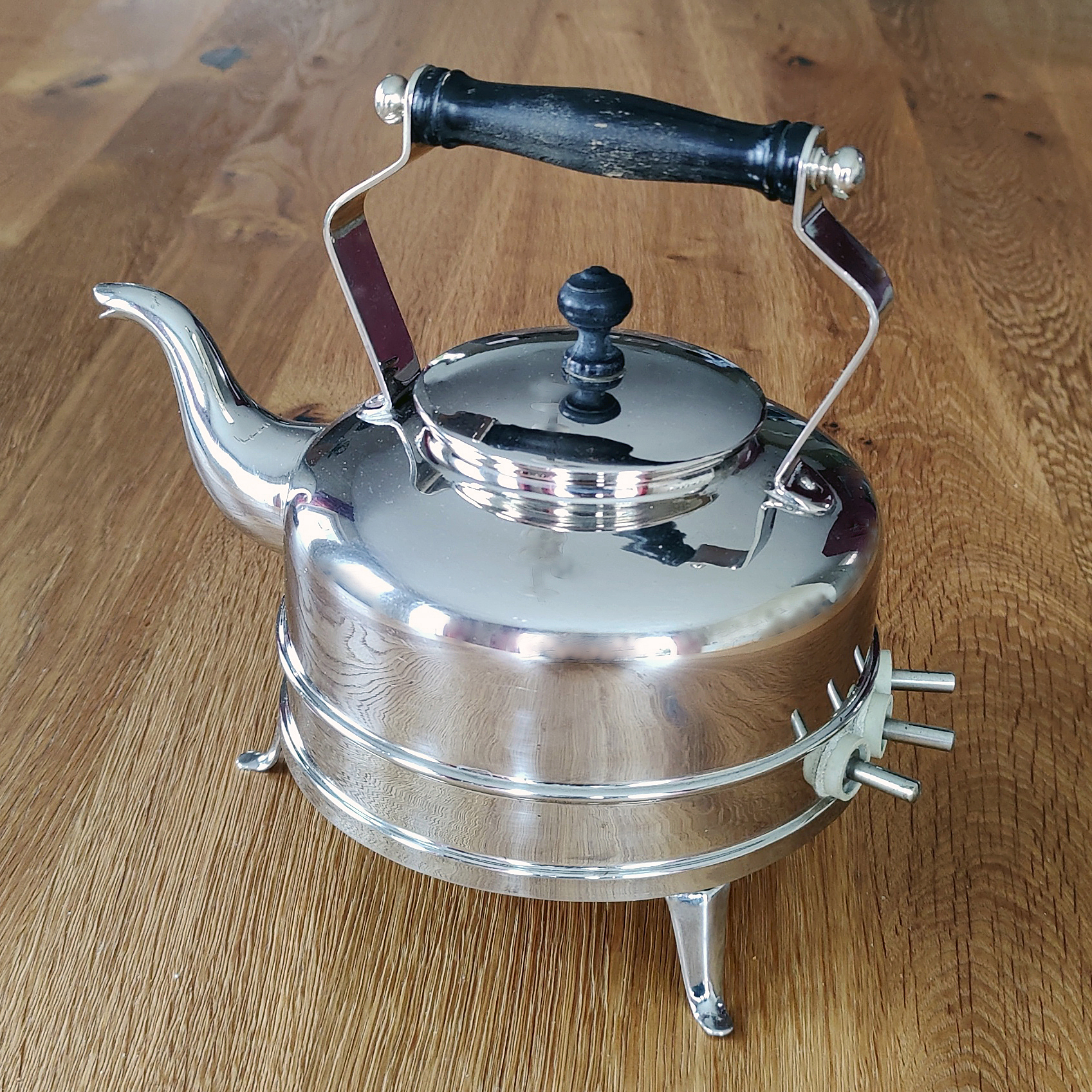
Historischer Wasserkocher der Marke Elektra Bregenz

Schindler war Pionier der Elektrizitätswirtschaft und Elektrotechnik. Er stellte 1893 auf der Weltausstellung in Chicago die erste vollelektrische Küche vor und erhielt dafür eine Goldmedaille. 1898 erwarb Schindler die Firma Grimm & Co in Wädenswil bei Zürich und fusionierte sie mit der Firma Elektra des Wiener Ingenieurs Emil Siegmund. Hauptsitz des neuen Unternehmens Elektra Bregenz wurde ab 1901 Bregenz am Bodensee.
Schon bald verfügte Elektra Bregenz über ein Produktprogramm mit mehr als 2000 unterschiedlichen Artikeln. Neben Wasserkochern, Kaffeemaschinen, Bügeleisen und Fußwärmern nutze Schindler die Technologie der Elektrowärme unter anderem auch in Sterilisationsapparaten und Laborwärmeschränken.

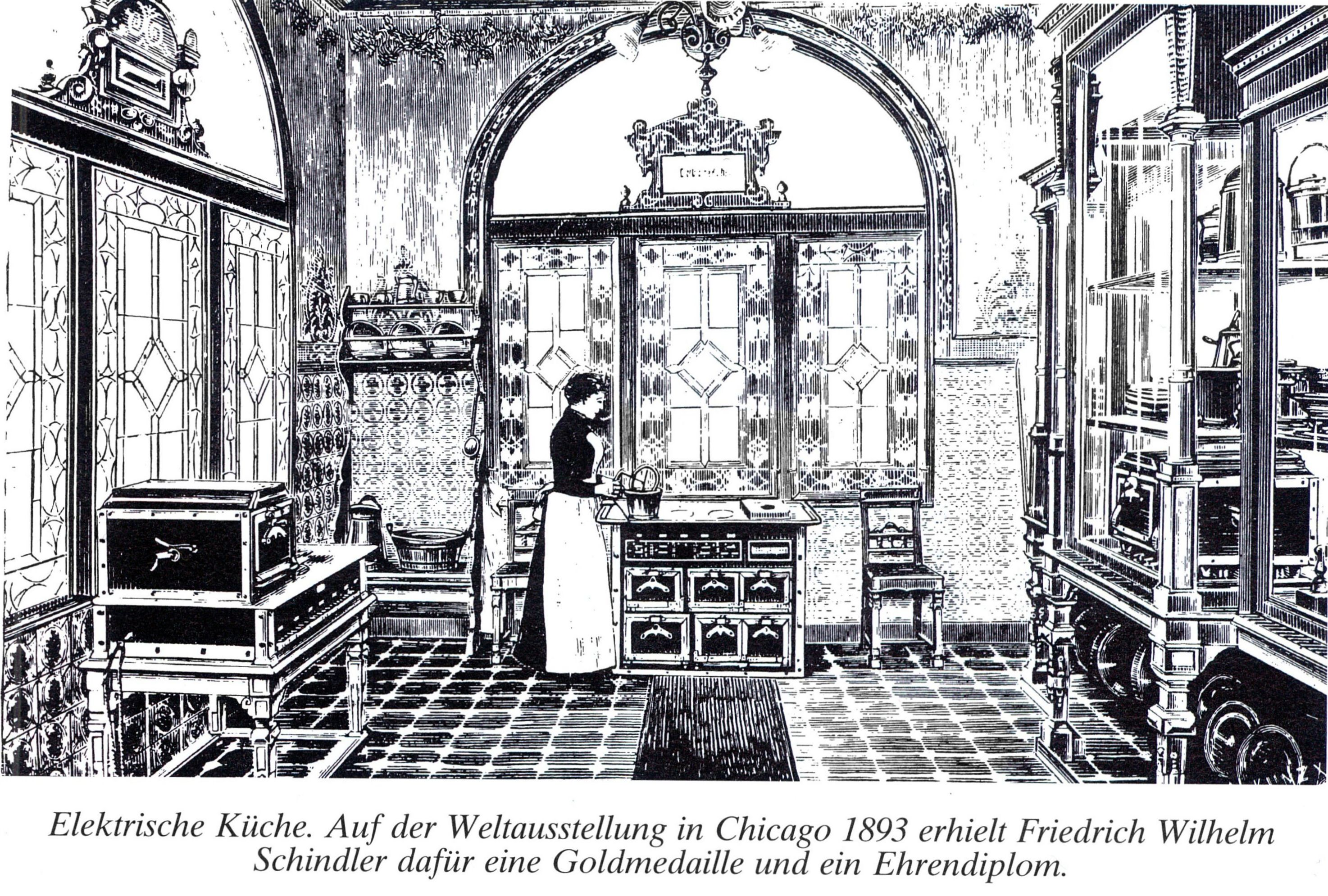
Für die Vorstellung der ersten vollelektrischen Küche auf der Weltausstellung in Chicago im Jahr 1893 erhielt Schindler eine Goldmedaille und ein Ehrendiplom.
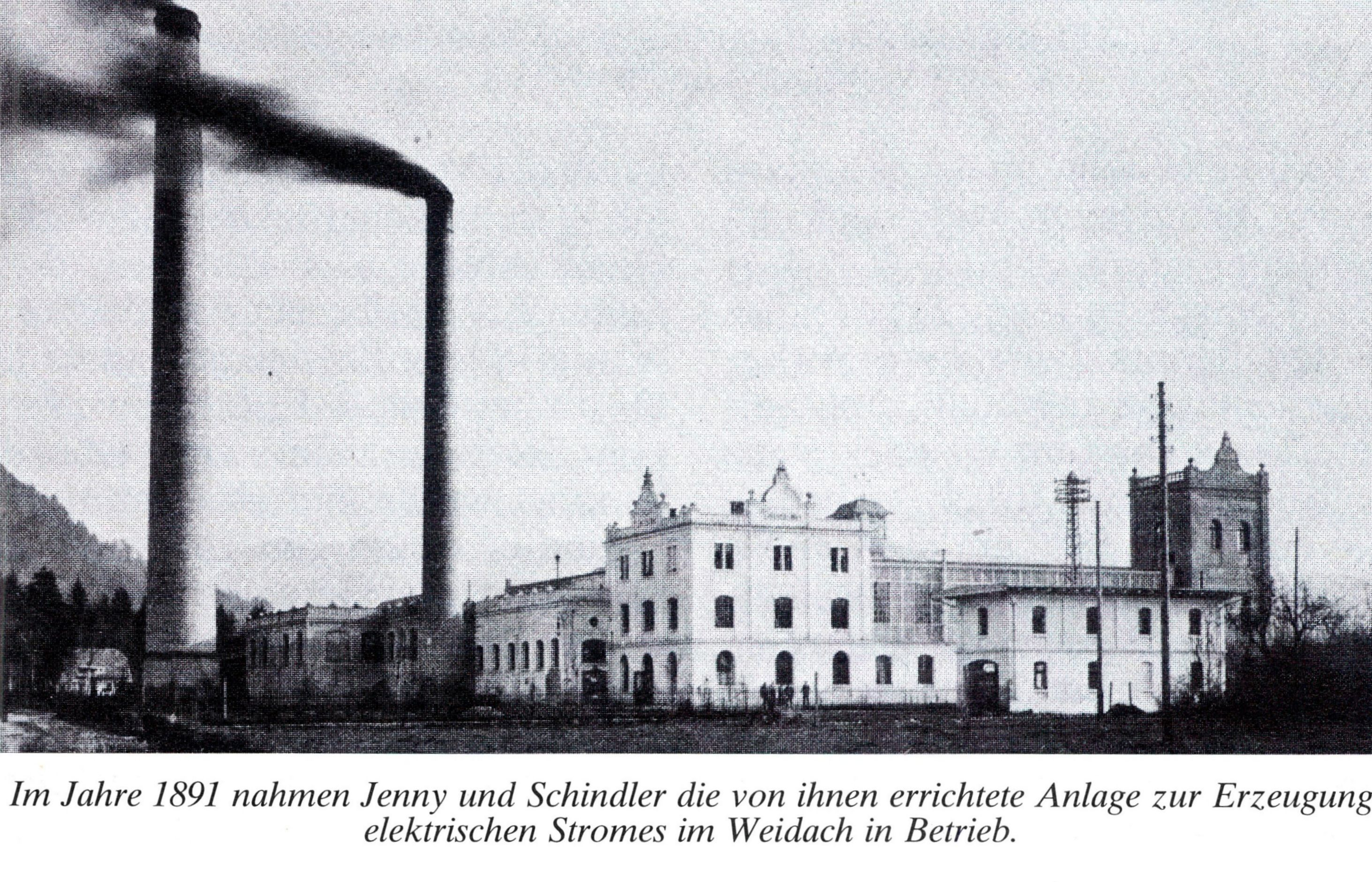
Die 1891 von den Jenny & Schindler Elektrowerken in Weidach in Betrieb genommene Anlage zur Stromerzeugung.
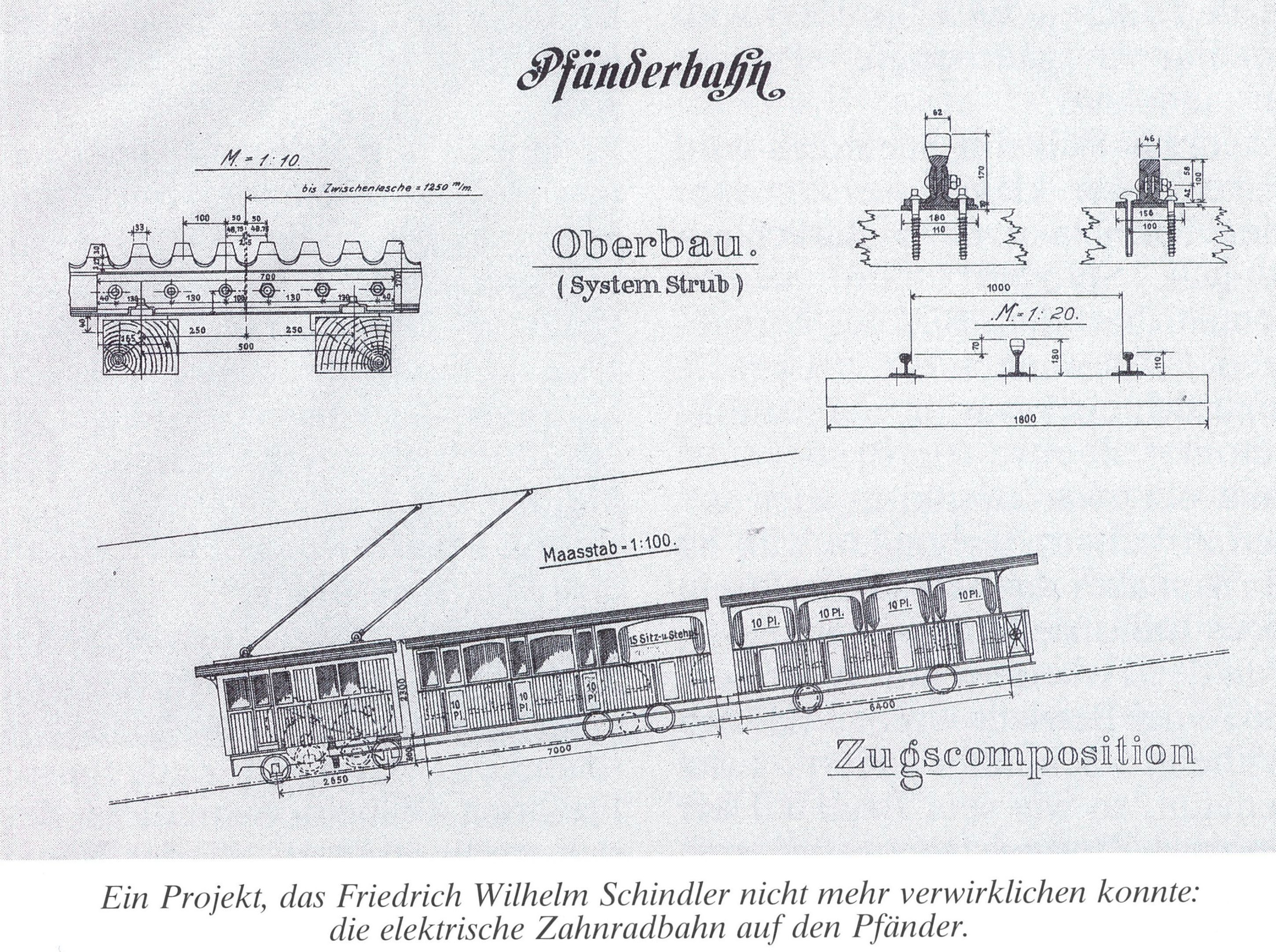
Das Projekt Pfänderbahn konnte von ihm nicht mehr realisiert werden.

## Abstammungsliste
Der Kennelbacher Zweig der Familie Schindler stammte aus Mollis im Kanton Glarus (Schweiz).
1. Fridolin Schindler, Weber; ⚭ Magdalena Zopfi
  1. Samuel Schindler (* 1762 in Mollis; † 1830 in Hard); Schweizer Weber, Textilfabrikant, Glarner Ratsherr, Chorrichter, Mitglied des Kriminalgerichts; gründete mit seinen Söhnen Friedrich und Dietrich sowie dem Schwiegersohn Melchior Jenny das Unternehmen Jenny & Schindler; 
⚭ 1) Barbara Schmid, ⚭ 2) Elisabeth Elmer
    1. Dietrich Schindler (* 1795 in Mollis; † 1882 in Zürich[5]); Schweizer Staatsmann, Unternehmer und Kunstsammler (Mutter: Barbara Schmid)
      1. Maria Schindler, ⚭ 1861 Samuel Jenny (* 1837 in Hard; † 1901 in Hard), Industrieller und Altertumsforscher (Sohn von Melchior Jenny, dem Geschäftspartner seines Vaters)
      2. Caspar Schindler-Escher (* 1828 in Mollis; † 1902 in Zürich), Seidenstofffabrikant und Philanthrop; ⚭ 1853 Wilhelmine Elise Escher, Tochter des Seidenfabrikanten Martin Escher
        1. Samuel Dietrich Schindler-Huber (* 1856 in Mollis; † 1936 in Zürich); Direktor der Maschinenfabrik Oerlikon

    2. Friedrich (Fridolin) Schindler (* 1788 in Mollis; † 1874 ebenda); Textilfabrikant
      1. Samuel Wilhelm Schindler (1826–1903); Textilfabrikant und Maler, Bauherr der Villa Grünau
        1. Friedrich Wilhelm Schindler (* 1856 in Mollis (Schweiz); † 1920 in Kennelbach); Unternehmer und Erfinder; ⚭ 1887 Maria Margaretha Verena Jenny (Tochter des Peter Jenny[6]);[7] vier Töchter und einen Sohn, darunter:
          1. Anna Margaretha Schindler (* 1892 in Kennelbach; † 1929 in Wien); Bildhauerin
          2. Friedrich-Peter (Fritz) Schindler (* 1895 in Kennelbach; † 1969); Industrieller

        2. Cosmus Schindler (* 1860 in Ennenda, Kanton Glarus; † 1950 in Zürich); Textilindustrieller

      2. Caspar Conrad Arnold Schindler; Ingenieur und Wasserbautechniker

    3. Tochter NNN, ⚭ Melchior Jenny (* 1785 in Ennenda; † 1863 in Hard), Fabrikant (Vater von Samuel Jenny)